# 이건태
이건태(李建台, 1966년 12월 21일~)는 대한민국의 변호사 출신 정치인이다. 제22대 국회의원이다.

## 생애
제22대 국회의원 선거를 앞두고 부천시 병 선거구에 출마를 선언했다. 더불어민주당 경선에서 승리를 거두면서 본선에 진출했다. 본 선거에서 54.44%의 득표율을 기록하면서 당선되었다.

## 학력
- 도포국민학교 졸업
- 숭의중학교 졸업
- 광주제일고등학교 졸업
- 고려대학교 법과대학 법학 학사

## 경력
- 1987년: 제29회 사법시험 합격
- 1988년~1990년: 제19기 사법연수원 수료
- 2000년: 정보통신부 법률자문관
- 2002년: 창원지방검찰청 거창지청 지청장
- 2008년: 법무부 법무심의관
- 2009년 1월~2009년 8월: 서울중앙지방검찰청 형사2부 부장검사
- 2009년 8월~2010년 8월: 제주지방검찰청 차장검사
- 2010년 8월~2011년 9월: 울산지방검찰청 차장검사
- 2011년 9월~2012년 7월: 인천지방검찰청 제1차장검사
- 2012년 7월~2013년 4월: 의정부지방검찰청 고양지청 지청장
- 2016년 2월: 국민의당 입당
- 2016년 2월~2016년 3월: 제20대 국회의원 선거 광주 서구 갑 국민의당 국회의원 예비후보
- 2016년 3월~2017년 5월: 국민의당 인권위원회 공동위원장
- 2017년 4월~2017년 5월: 제19대 대통령 선거 국민의당 안철수 대통령 후보 선거대책위원회 법률지원단 부단장
- 2017년 6월~2018년 2월: 국민의당 기획조정위원장
- 2018년 2월: 국민의당 탈당
- 2019년 1월: 더불어민주당 입당
- 2019년 7월~: 법무법인 우송 부천분사무소 대표
- 2020년 2월: 제21대 국회의원 선거 경기 부천시 병 더불어민주당 국회의원 예비후보
- 2022년 3월: 제21대 국회의원 선거 비례대표 더불어시민당 국회의원 예비후보
- 2022년 10월~: 더불어민주당 법률위원회 부위원장
- 2023년~ : 재단법인 김대중재단 경기도 부천시 남부지회장
- 2023년 7월~2024년 5월: 더불어민주당 이재명 당대표 특별보좌역
- 2024년 4월 10일 대한민국 제22대 국회의원 선거 당선(경기 부천시 병, 더불어민주당, 초선)[2][3]
- 2024년 5월~: 더불어민주당 경기도당 부천시 병 지역위원회 위원장
- 2024년 11월~2025년 8월: 더불어민주당 대변인(법률)
- 2025년 6월~: 더불어민주당 원내부대표
- 2025년 8월~: 더불어민주당 사법개혁특별위원회 간사

### 의정 활동
- 2024년 5월 30일~: 제22대 국회의원(경기 부천시 병, 더불어민주당, 초선)
  - 2024년 6월~2025년 1월: 제22대 국회 전반기 법제사법위원회 위원
  - 2025년 1월~: 제22대 국회 전반기 국토교통위원회 위원
  - 2025년 7월~2025년 7월: 제22대 국회 헌법재판소 재판관 후보자를 겸하는 헌법재판소장(김상환) 임명동의에 관한 인사청문 특별위원회 위원

## 역대 선거 결과
| 실시년도 | 선거   | 대수 | 직책     | 선거구         | 정당         | 득표수   | 득표율          | 순위 | 당락 | 비고 |
| -------- | ------ | ---- | -------- | -------------- | ------------ | -------- | --------------- | ---- | ---- | ---- |
| 2024년   | 총선   | 22대 | 국회의원 | 경기 부천시 병 | 더불어민주당 | 84,886표 | \| \| 54.44% \| | 1위  |      | 초선 |
|          | 54.44% |      |          |                |              |          |                 |      |      |      |

## 소속 정당
| 소속 정당 | 소속 정당    | 소속 기간 | 비고           |
| --------- | ------------ | --------- | -------------- |
|           | 국민의당     | 2016~2018 | 창당 정계 입문 |
|           | 무소속       | 2018~2019 | 탈당           |
|           | 더불어민주당 | 2019~2020 | 입당           |
|           | 무소속       | 2020      | 탈당           |
|           | 더불어시민당 | 2020      | 입당           |
|           | 더불어민주당 | 2020~현재 | 합당           |

## 같이 보기
- 부천시 병
- 부천시의 국회의원
- 부천시 소사구의 국회의원
- 부천시 원미구의 국회의원